# Klaus Jerominek
Klaus Piotr Jerominek (ur. 20 maja 1931 w Bytomiu, zm. 20 listopada 2018 w Erlangen) – polski piłkarz występujący na pozycji napastnika, reprezentant Polski w 1952 roku, trener piłkarski.

## Kariera

### Klubowa
Jerominek był wychowankiem GKS–u Rozbark, z którego w 1949 roku trafił Górnik Wałbrzych. Następnie przeniósł się do Szombierek Bytom. W barwach nowego zespołu zadebiutował 9 października 1949 roku w przegranym 3:2 meczu z Wartą Poznań. Pierwsza bramkę dla Szombierek strzelił 18 maja 1950 roku w wygranym 3:1 spotkaniu z tym samym rywalem. W sezonie 1950 Jerominek zaliczył z zespołem spadek z I ligi, po czym przeniósł się na dwa lata do Polonii Bytom. W barwach Polonii zadebiutował 13 maja 1951 roku w przegranym 0:1 meczu 1/8 finału Pucharu Polski z AKS–em Chorzów, zaś pierwszego gola strzelił 5 października 1952 roku w wygranym 4:1 spotkaniu z ŁKS–em Łódź. W sezonie 1952 Jerominek zdobył z Polonią tytuł wicemistrza Polski. W sezonie 1953 trafił do Legii Warszawa, w barwach której zadebiutował 15 marca 1953 roku w zremisowanym 1:1 meczu z Lechem Poznań. Zmienił wówczas w pięćdziesiątej szóstej minucie spotkania Henryka Szymborskiego. W 1954 roku Jerominek występował w Zawiszy Bydgoszcz, z której przeniósł się w tym samym roku do Polonii Bytom i wywalczył z nią w sezonie 1954 mistrzostwo Polski. W latach 1956–1964 grał dla Arkonii Szczecin. Po zakończeniu kariery pracował w klubie jako trener.

### Reprezentacyjna
Jerominek zadebiutował w reprezentacji Polski prowadzonej przez selekcjonera Ryszarda Koncewicza 18 maja 1952 roku w przegranym 0:1 meczu z Bułgarią. W siedemdziesiątej piątej minucie spotkania został zmieniony przez Jana Wiśniewskiego. Był to jedyny występ Jerominka w barwach narodowych. 

## Statystyki

### Klubowe
| Sezon            | Klub             | Liga             | Liga krajowa | Liga krajowa | Puchar Polski | Puchar Polski | Łącznie | Łącznie |
| ---------------- | ---------------- | ---------------- | ------------ | ------------ | ------------- | ------------- | ------- | ------- |
| Sezon            | Klub             | Liga             | Meczów       | Bramek       | Meczów        | Bramek        | Meczów  | Bramek  |
| 1949             | Szombierki Bytom | I Liga           | 3            | 0            | –             | –             | 3       | 0       |
| 1950             | Szombierki Bytom | I Liga           | 19           | 4            | –             | –             | 19      | 4       |
| 1951             | Polonia Bytom    | I Liga           | 8            | 0            | 1             | 0             | 9       | 0       |
| 1952             | Polonia Bytom    | I Liga           | 8            | 2            | –             | –             | 8       | 2       |
| 1953             | Legia Warszawa   | I Liga           | 4            | 0            | 2             | 0             | 6       | 0       |
| 1954             | Polonia Bytom    | I Liga           | 2            | 0            | –             | –             | 2       | 0       |
| 1955             | Polonia Bytom    | I Liga           | 17           | 1            | 3             | 0             | 20      | 1       |
| 1962             | Arkonia Szczecin | I Liga           | 12           | 4            | 1             | 1             | 13      | 5       |
| Podsumowanie     |                  |                  |              |              |               |               |         |         |
| Razem            | Szombierki Bytom | Szombierki Bytom | 22           | 4            | –             | –             | 22      | 4       |
| Razem            | Polonia Bytom    | Polonia Bytom    | 35           | 3            | 4             | 0             | 39      | 3       |
| Razem            | Legia Warszawa   | Legia Warszawa   | 4            | 0            | 2             | 0             | 6       | 0       |
| Razem            | Arkonia Szczecin | Arkonia Szczecin | 12           | 4            | 1             | 1             | 13      | 5       |
| Razem w karierze | Razem w karierze | Razem w karierze | 73           | 11           | 7             | 1             | 80      | 12      |

### Reprezentacyjne
| 1. | 18.05.1952 | Warszawa, Polska | Bułgaria | 0:1 | towarzyski |

## Życie prywatne
W 1964 roku został absolwentem Politechniki Szczecińskiej. Był ekonomistą transportu. Według źródeł, w 1969 roku wyemigrował do Niemiec, gdzie mieszkał do śmierci.